# The CW
The CW Television Network – amerykańska sieć telewizyjna nadająca od 18 września 2006 roku. Kanał powstał z połączenia dwóch sieci: The WB i UPN (United Paramount Network, niektóre z kanałów lokalnych zostały przejęte przez News Corporation, właściciela sieci Fox i stworzyły nową sieć MyNetworkTV). Właścicielami stacji są CBS Corporation (UPN) i Warner Bros. Entertainment (The WB). Podstawę ramówki stacji tworzą seriale dramatyczne, sitcomy i różnego rodzaju reality shows. Docelową grupą odbiorców, według przedstawicieli zarządu stacji, są przede wszystkim kobiety w wieku od 18 do 34 lat.

## Primetime (sezon 2010–2011)
Programy w primetimie emitowane są przez dziesięć godzin w tygodniu, od poniedziałku do piątku od 20:00 do 22:00 czasu amerykańskiego.
|              | 19:00           | 19:30           | 20:00                    | 20:30                    | 21:00             | 21:30             |
| ------------ | --------------- | --------------- | ------------------------ | ------------------------ | ----------------- | ----------------- |
| Poniedziałek | Program lokalny | Program lokalny | 90210                    | 90210                    | Plotkara          | Plotkara          |
| Wtorek       | Program lokalny | Program lokalny | Pogoda na miłość         | Pogoda na miłość         | Druga szansa      | Druga szansa      |
| Środa        | Program lokalny | Program lokalny | America’s Next Top Model | America’s Next Top Model | Hellcats          | Hellcats          |
| Czwartek     | Program lokalny | Program lokalny | Pamiętniki wampirów      | Pamiętniki wampirów      | Tajemny krąg      | Tajemny krąg      |
| Piątek       | Program lokalny | Program lokalny | Nikita                   | Nikita                   | Nie z tego świata | Nie z tego świata |

## Primetime (sezon 2011–2012)
Programy w primetimie emitowane są przez dziesięć godzin w tygodniu, od poniedziałku do piątku od 20:00 do 22:00 czasu amerykańskiego.
|              | 19:00           | 19:30           | 20:00                    | 20:30                    | 21:00                    | 21:30                    |
| ------------ | --------------- | --------------- | ------------------------ | ------------------------ | ------------------------ | ------------------------ |
| Poniedziałek | Program lokalny | Program lokalny | Plotkara                 | Plotkara                 | Doktor Hart              | Doktor Hart              |
| Wtorek       | Program lokalny | Program lokalny | 90210                    | 90210                    | Ringer                   | Ringer                   |
| Środa        | Program lokalny | Program lokalny | America’s Next Top Model | America’s Next Top Model | America’s Next Top Model | America’s Next Top Model |
| Czwartek     | Program lokalny | Program lokalny | Pamiętniki wampirów      | Pamiętniki wampirów      | Tajemny krąg             | Tajemny krąg             |
| Piątek       | Program lokalny | Program lokalny | Nikita                   | Nikita                   | Nie z tego świata        | Nie z tego świata        |

## Primetime (sezon 2012–2013)
Programy w primetimie emitowane są przez dziesięć godzin w tygodniu, od poniedziałku do piątku od 20:00 do 22:00 czasu amerykańskiego.
|              | 19:00           | 19:30           | 20:00                    | 20:30                    | 21:00                      | 21:30                      |
| ------------ | --------------- | --------------- | ------------------------ | ------------------------ | -------------------------- | -------------------------- |
| Poniedziałek | Program lokalny | Program lokalny | 90210                    | 90210                    | Plotkara Pamiętniki Carrie | Plotkara Pamiętniki Carrie |
| Wtorek       | Program lokalny | Program lokalny | Doktor Hart              | Doktor Hart              | Emily Owens, M.D. Cult     | Emily Owens, M.D. Cult     |
| Środa        | Program lokalny | Program lokalny | Arrow                    | Arrow                    | Nie z tego świata          | Nie z tego świata          |
| Czwartek     | Program lokalny | Program lokalny | Pamiętniki wampirów      | Pamiętniki wampirów      | Piękna i Bestia            | Piękna i Bestia            |
| Piątek       | Program lokalny | Program lokalny | America’s Next Top Model | America’s Next Top Model | Nikita                     | Nikita                     |

## Primetime (sezon 2013–2014)
Programy w primetimie emitowane są przez dziesięć godzin w tygodniu, od poniedziałku do piątku od 20:00 do 22:00 czasu amerykańskiego.
|              | 19:00           | 19:30           | 20:00               | 20:30               | 21:00                    | 21:30                    |
| ------------ | --------------- | --------------- | ------------------- | ------------------- | ------------------------ | ------------------------ |
| Poniedziałek | Program lokalny | Program lokalny | Doktor Hart         | Doktor Hart         | Piękna i Bestia          | Piękna i Bestia          |
| Wtorek       | Program lokalny | Program lokalny | The Originals       | The Originals       | Nie z tego świata        | Nie z tego świata        |
| Środa        | Program lokalny | Program lokalny | Arrow               | Arrow               | The Tomorrow People      | The Tomorrow People      |
| Czwartek     | Program lokalny | Program lokalny | Pamiętniki wampirów | Pamiętniki wampirów | Nastoletnia Maria Stuart | Nastoletnia Maria Stuart |
| Piątek       | Program lokalny | Program lokalny | Pamiętniki Carrie   | Pamiętniki Carrie   | America’s Next Top Model | America’s Next Top Model |

## Primetime (sezon 2014–2015)
15 maja 2014 roku, stacja The CW ogłosiła ramówkę na sezon 2014/2015
|              | 19:00           | 19:30           | 20:00                    | 20:30                    | 21:00                    | 21:30                    |
| ------------ | --------------- | --------------- | ------------------------ | ------------------------ | ------------------------ | ------------------------ |
| Poniedziałek | Program lokalny | Program lokalny | The Originals            | The Originals            | Jane the Virgin          | Jane the Virgin          |
| Wtorek       | Program lokalny | Program lokalny | Flash                    | Flash                    | Nie z tego świata        | Nie z tego świata        |
| Środa        | Program lokalny | Program lokalny | Arrow                    | Arrow                    | The 100                  | The 100                  |
| Czwartek     | Program lokalny | Program lokalny | Pamiętniki wampirów      | Pamiętniki wampirów      | Nastoletnia Maria Stuart | Nastoletnia Maria Stuart |
| Piątek       | Program lokalny | Program lokalny | Whose Line Is It Anyway? | Whose Line Is It Anyway? | America’s Next Top Model | America’s Next Top Model |

Serial zaplanowane na mideseason 2014/2015:
- iZombie
- Posłańcy
- Doktor Hart
- Piękna i Bestia (2012)

## Primetime (sezon 2015–2016)
14 maja 2015 roku, stacja The CW ogłosiła ramówkę na sezon 2015/2016
|              | 19:00           | 19:30           | 20:00                    | 20:30                    | 21:00             | 21:30             |
| ------------ | --------------- | --------------- | ------------------------ | ------------------------ | ----------------- | ----------------- |
| Poniedziałek | Program lokalny | Program lokalny | Crazy Ex-Girlfriend      | Crazy Ex-Girlfriend      | Jane the Virgin   | Jane the Virgin   |
| Wtorek       | Program lokalny | Program lokalny | Flash                    | Flash                    | iZombie           | iZombie           |
| Środa        | Program lokalny | Program lokalny | Arrow                    | Arrow                    | Nie z tego świata | Nie z tego świata |
| Czwartek     | Program lokalny | Program lokalny | Pamiętniki wampirów      | Pamiętniki wampirów      | The Originals     | The Originals     |
| Piątek       | Program lokalny | Program lokalny | Nastoletnia Maria Stuart | Nastoletnia Maria Stuart |                   |                   |

Serial zaplanowane na mideseason 2015/2016: DC’s Legends of Tomorrow, The 100, Containment, Piękna i Bestia (2012).

## Primetime (sezon 2016–2017)
19 maja 2016 roku, stacja The CW ogłosiła ramówkę na sezon 2016/2017
|              | 19:00           | 19:30           | 20:00                    | 20:30                    | 21:00               | 21:30               |
| ------------ | --------------- | --------------- | ------------------------ | ------------------------ | ------------------- | ------------------- |
| Poniedziałek | Program lokalny | Program lokalny | Supergirl                | Supergirl                | Jane the Virgin     | Jane the Virgin     |
| Wtorek       | Program lokalny | Program lokalny | Flash                    | Flash                    | No Tomorrow         | No Tomorrow         |
| Środa        | Program lokalny | Program lokalny | Arrow                    | Arrow                    | Frequency           | Frequency           |
| Czwartek     | Program lokalny | Program lokalny | DC’s Legends of Tomorrow | DC’s Legends of Tomorrow | Nie z tego świata   | Nie z tego świata   |
| Piątek       | Program lokalny | Program lokalny | Pamiętniki wampirów      | Pamiętniki wampirów      | Crazy Ex-Girlfriend | Crazy Ex-Girlfriend |

Serial zaplanowane na mideseason 2016/2017:, The 100, Nastoletnia Maria Stuart, iZombie, The Originals oraz Riverdale

## Primetime (sezon 2017–2018)
18 maja 2017 roku, stacja The CW ogłosiła ramówkę na sezon 2017/2018
|              | 19:00           | 19:30           | 20:00               | 20:30               | 21:00                              | 21:30                              |
| ------------ | --------------- | --------------- | ------------------- | ------------------- | ---------------------------------- | ---------------------------------- |
| Poniedziałek | Program lokalny | Program lokalny | Supergirl           | Supergirl           | Valor                              | Valor                              |
| Wtorek       | Program lokalny | Program lokalny | Flash               | Flash               | DC’s Legends of Tomorrow           | DC’s Legends of Tomorrow           |
| Środa        | Program lokalny | Program lokalny | Riverdale           | Riverdale           | Dynastia (serial telewizyjny 2017) | Dynastia (serial telewizyjny 2017) |
| Czwartek     | Program lokalny | Program lokalny | Nie z tego świata   | Nie z tego świata   | Arrow                              | Arrow                              |
| Piątek       | Program lokalny | Program lokalny | Crazy Ex-Girlfriend | Crazy Ex-Girlfriend | Jane the Virgin                    | Jane the Virgin                    |

Serial zaplanowane na mideseason 2017/2018:The 100, iZombie, The Originals, Life Sentence oraz Black Lightning

## Primetime (sezon 2018–2019)
17 maja 2018 roku, stacja The CW ogłosiła ramówkę na sezon 2018/2019
|              | 19:00           | 19:30           | 20:00                              | 20:30                              | 21:00                | 21:30                |
| ------------ | --------------- | --------------- | ---------------------------------- | ---------------------------------- | -------------------- | -------------------- |
| Poniedziałek | Program lokalny | Program lokalny | DC’s Legends of Tomorrow           | DC’s Legends of Tomorrow           | Arrow                | Arrow                |
| Wtorek       | Program lokalny | Program lokalny | Flash                              | Flash                              | Black Lightning      | Black Lightning      |
| Środa        | Program lokalny | Program lokalny | Riverdale                          | Riverdale                          | All American         | All American         |
| Czwartek     | Program lokalny | Program lokalny | Nie z tego świata                  | Nie z tego świata                  | Wampiry: Dziedzictwo | Wampiry: Dziedzictwo |
| Piątek       | Program lokalny | Program lokalny | Dynastia (serial telewizyjny 2017) | Dynastia (serial telewizyjny 2017) | Crazy Ex-Girlfriend  | Crazy Ex-Girlfriend  |
| Niedziela    | Program lokalny | Program lokalny | Supergirl                          | Supergirl                          | Charmed              | Charmed              |

Serial zaplanowane na mideseason 2018/2019:The 100, iZombie, In the Dark (serial telewizyjny), Roswell, w Nowym Meksyku oraz Jane the Virgin

## Primetime (sezon 2019–2020)
16 maja 2019 roku, stacja The CW ogłosiła ramówkę na sezon 2019/2020
|              | 19:00           | 19:30           | 20:00             | 20:30             | 21:00                              | 21:30                              |
| ------------ | --------------- | --------------- | ----------------- | ----------------- | ---------------------------------- | ---------------------------------- |
| Poniedziałek | Program lokalny | Program lokalny | All American      | All American      | Black Lightning                    | Black Lightning                    |
| Wtorek       | Program lokalny | Program lokalny | Flash             | Flash             | Arrow                              | Arrow                              |
| Środa        | Program lokalny | Program lokalny | Riverdale         | Riverdale         | Nancy Drew                         | Nancy Drew                         |
| Czwartek     | Program lokalny | Program lokalny | Nie z tego świata | Nie z tego świata | Wampiry: Dziedzictwo               | Wampiry: Dziedzictwo               |
| Piątek       | Program lokalny | Program lokalny | Charmed           | Charmed           | Dynastia (serial telewizyjny 2017) | Dynastia (serial telewizyjny 2017) |
| Niedziela    | Program lokalny | Program lokalny | Batwoman          | Batwoman          | Supergirl                          | Supergirl                          |

Serial zaplanowane na mideseason 2019/2020:The 100, Katy Keene, In the Dark, Roswell, w Nowym Meksyku oraz DC’s Legends of Tomorrow

## Primetime (sezon 2020–2021)
16 maja 2020 roku, stacja The CW ogłosiła ramówkę na sezon 2020/2021
|              | 19:00           | 19:30           | 20:00           | 20:30           | 21:00                    | 21:30                    |
| ------------ | --------------- | --------------- | --------------- | --------------- | ------------------------ | ------------------------ |
| Poniedziałek | Program lokalny | Program lokalny | All American    | All American    | Black Lightning          | Black Lightning          |
| Wtorek       | Program lokalny | Program lokalny | Flash           | Flash           | Superman & Lois          | Superman & Lois          |
| Środa        | Program lokalny | Program lokalny | Riverdale       | Riverdale       | Nancy Drew               | Nancy Drew               |
| Czwartek     | Program lokalny | Program lokalny | Walker          | Walker          | Wampiry: Dziedzictwo     | Wampiry: Dziedzictwo     |
| Piątek       | Program lokalny | Program lokalny | Penn and Teller | Penn and Teller | Whose Line Is It Anyway? | Whose Line Is It Anyway? |
| Niedziela    | Program lokalny | Program lokalny | Batwoman        | Batwoman        | Charmed                  | Charmed                  |

Serial zaplanowane na mideseason 2020/2021: In the Dark, Roswell, w Nowym Meksyku oraz DC’s Legends of Tomorrow, Supergirl
Kung-fu oraz The Republic of Sarah

## Obecnie emitowane programy

### Dramaty
| Tytuł                    | Tytuł oryginalny      | Lata produkcji | Rodzaj            | Status   |
| ------------------------ | --------------------- | -------------- | ----------------- | -------- |
| Riverdale                | Riverdale             | 2017 –         | dramat            | trwający |
| Dynastia                 | Dynastia              | 2017 –         | dramat obyczajowy | trwający |
| Burden of Truth          | Burden of Truth       | 2018 –         | dramat obyczajowy | trwający |
| The Outpost              | The Outpost           | 2018 –         | dramat fantasy    | trwający |
| Wampiry: Dziedzictwo     | Legacies              | 2018 –         | dramat fantasy    | trwający |
| All American             | All American          | 2018 –         | dramat obyczajowy | trwający |
| In the Dark              | In the Dark           | 2019 –         | dramat            | trwający |
| Roswell, w Nowym Meksyku | Roswell               | 2019 –         | dramat            | trwający |
| Charmed                  | Charmed               | 2019 –         | dramat            | trwający |
| Pandora                  | Pandora               | 2019 –         | dramat fantasy    | trwający |
| Nancy Drew               | Nancy Drew            | 2019 –         | dramat            | trwający |
| Batwoman                 | Batwoman              | 2019 –         | dramat            | trwający |
| Kung-fu                  | Kung-fu               | 2020 –         | dramat            | premiera |
| The Republic of Sarah    | The Republic of Sarah | 2020 –         | dramat            | premiera |

### Reality i inne
| Tytuł                    | Tytuł oryginalny         | Lata produkcji        | Status   |
| ------------------------ | ------------------------ | --------------------- | -------- |
| America’s Next Top Model | America’s Next Top Model | 2006 – UPN: 2003–2006 | trwający |
| Whose Line Is It Anyway? | Whose Line Is It Anyway? | 2013                  | trwający |
| Famous in 12             | Famous in 12             |                       | premiera |

### Specjalne
| Tytuł oryginalny                  | Lata produkcji |
| --------------------------------- | -------------- |
| iHeartRadio Music Festival        | 2012 –         |
| Critics’ Choice Movie Awards      | 2013 –         |
| IHeartRadio Ultimate Pool Party   | 2013 –         |
| Young Hollywood Awards            | 2013 –         |
| Critics’ Choice Television Awards | 2014           |

## Programy emitowane dawniej
| Liczba sezonów | L. odcinków |
| -------------- | ----------- |
| 1–2            | <40         |
| 3–4            | 41–70       |
| 5–6            | 71–100      |
| 7–8            | 101–200     |
| >9             | >201        |

### Dramaty
| Tytuł                    | Tytuł oryginalny         | Lata produkcji               | Gatunek                             | Liczba sezonów | Liczba odcinków |
| ------------------------ | ------------------------ | ---------------------------- | ----------------------------------- | -------------- | --------------- |
| Arrow                    | Arrow                    | 2012–2020                    | dramat akcji, science fiction       | 8              | 170             |
| Jane the Virgin          | Jane the Virgin          | 2014–2019                    | komediodramat                       | 5              | 100             |
| iZombie                  | iZombie                  | 2015–2019                    | dramat kryminalny, horror,          | 5              | 71              |
| The Originals            | The Originals            | 2013–2018                    | dramat, horror, fantasy             | 5              | 92              |
| Valor.                   | Valor                    | 2017–                        | dramat wojskowy                     | 1              | 13              |
| Life Sentence.           | Life Sentence            | 2018–                        | dramat obyczajowy                   | 1              | 13              |
| Nastoletnia Maria Stuart | Reign                    | 2013–2017                    | dramat historyczny                  | 4              | 78              |
| Częstotliwość            | Frequency                | 2016–2017                    | dramat kryminalny, fantasy          | 1              | 13              |
| Apokalista               | No Tomorrow              | 2016–2017                    | komediodramat                       | 1              | 13              |
| Pamiętniki wampirów      | The Vampire Diaries      | 2009–2017                    | dramat, romans, horror              | 8              | 171             |
| Piękna i Bestia (2012)   | Beauty and the Beast     | 2012–2016                    | dramat obyczajowy                   | 4              | 70              |
| Kwarantanna              | Containment              | 2016                         | dramat akcji                        | 1              | 13              |
| Posłańcy                 | The Messengers           | 2015                         | dramat fantasy                      | 1              | 13              |
| Doktor Hart              | Hart of Dixie            | 2011–2015                    | dramat obyczajowy                   | 4              | 76              |
| Kochane kłopoty          | Gilmore Girls            | The WB: 2000–2006 2006–2007  | komediodramat                       | 7              | 153             |
| Siódme niebo             | 7th Heaven               | The WB: 1996–2006 2006–2007  | dramat obyczajowy                   | 11             | 234             |
| Tajemnice Smallville     | Smallville               | The WB, 2001–2006 2006–2011  | dramat przygodowy science fiction   | 10             | 218             |
| Pogoda na miłość         | One Tree Hill            | The WB: 2003–2006 2006- 2012 | dramat obyczajowy                   | 9              | 152             |
| Weronika Mars            | Weronika Mars            | UPN: 2004–2006 2006–2007     | dramat kryminalny                   | 3              | 64              |
| Uciekinierzy             | Runaway                  | 2006                         | dramat                              | 1              | 9               |
| Tajemnice Palm Springs   | Hidden Palms             | 2007                         | dramat                              | 1              | 8               |
| Plotkara                 | Gossip Girl              | 2007–2012                    | dramat obyczajowy                   | 6              | 121             |
| Dzika Afryka             | Life Is Wild             | 2007–2008                    | dramat                              | 1              | 13              |
| Żniwiarz                 | The Reaper               | 2007–2009                    | komediodramat                       | 2              | 31              |
| Privileged               | Privileged               | 2008–2009                    | komediodramat                       | 1              | 18              |
| Easy Money               | Easy Money               | 2008                         | komediodramat                       | 1              | 8               |
| Agenci miłości           | Valentine                | 2008                         | dramat komedia romantyczna          | 1              | 8               |
| 90210                    | 90210                    | 2008–2013                    | dramat obyczajowy                   | 5              | 103             |
| The Beautiful Life: TBL  | The Beautiful Life: TBL  | 2009                         | dramat                              | 1              | 5               |
| Melrose Place            | Melrose Place (2009)     | 2009–2010                    | dramat obyczajowy                   | 1              | 18              |
| Druga szansa             | Life Unexpected          | 2010–2011                    | dramat obyczajowy                   | 2              | 26              |
| Nikita                   | Nikita                   | 2010–2013                    | dramat akcji                        | 4              | 73              |
| Tajemny krąg             | The Secret Circle        | 2011–2012                    | melodramat fantastyczny horror      | 1              | 22              |
| Ringer                   | Ringer                   | 2011–2012                    | dramat, thriller                    | 1              | 22              |
| The L.A. Complex         | The L.A. Complex         | 2012–2013                    | dramat                              | 2              | 19              |
| Emily Owens, M.D.        | Emily Owens, M.D.        | 2012–2013                    | dramat medyczny                     | 1              | 13              |
| Cult                     | Cult                     | 2013                         | thriller dramat kryminał            | 1              | 13              |
| Pamiętniki Carrie        | The Carrie Diaries       | 2013–2014                    | dramat obyczajowy                   | 2              | 26              |
| The Tomorrow People      | The Tomorrow People      | 2013–2014                    | dramat fantastyka                   | 1              | 22              |
| Przeznaczeni             | Star-Crossed             | 2014                         | dramat romans sci-fi                | 1              | 13              |
| The 100                  | The 100                  | 2014–2020                    | dramat, thriller, sci-fi            | 7              | 100             |
| Katy Keene               | Katy Keene               | 2020                         | dramat                              | 1              | 13              |
| Nie z tego świata        | Supernatural             | 2005–2020                    | dark fantasy, horror                | 15             | 327             |
| Flash                    | Flash                    | 2014–2023                    | dramat, przygodowy, science fiction | 9              | 184             |
| Supergirl                | Supergirl                | CBS: 2015–2016 2016–2021     | dramat fantasy                      | 6              | 126             |
| DC’s Legends of Tomorrow | DC’s Legends of Tomorrow | 2016–2022                    | dramat fantasy                      | 7              | 110             |
| Black Lightning          | Black Lightning          | 2018–2021                    | dramat fantasy                      | 4              | 58              |

### Komedie
| Tytuł                     | Tytuł oryginalny      | Lata produkcji              | Gatunek       | Liczba sezonów | Liczba odcinków |
| ------------------------- | --------------------- | --------------------------- | ------------- | -------------- | --------------- |
| Crazy Ex-Girlfriend       | Crazy Ex-Girlfriend   | 2015–2019                   | komedia       | 4              | 62              |
| Matka jest tylko jedna    | Significant Mother    | 2015                        | komedia       | 1              | 9               |
| Zasady gry                | The Game              | The Cw 2006–2009; BET 2011- | komediodramat | 7              | 126             |
| Wszyscy nienawidzą Chrisa | Everybody Hates Chris | UPN: 2005–2006 2006–2009    | sitcom        | 4              | 88              |
| All of Us                 | All of Us             | UPN: 2003–2006 2006–2007    | sitcom        | 4              | 88              |
| Przyjaciółki              | Girlfriends           | UPN: 2000–2006 2006–2008    | sitcom        | 8              | 172             |
| Obcy w Ameryce            | Aliens in America     | 2007–2008                   | sitcom        | 1              | 18              |
| Reba                      | Reba                  | The WB: 2001–2006 2006–2007 | sitcom        | 6              | 125             |
| Osiemnastka i co dalej    | 18 to Life            | 2010–2011                   | sitcom        | 2              | 25              |

### Reality i inne
- 13: Fear is Real (2009)
- Crowned: The Mother of All Pageants (2008)
- CW Now (2007–2008)
- Farmer Wants a Wife (2008)
- In Harm’s Way (2008)
- Online Nation (2007)
- Piękna i geniusz (2006–2008; The WB: 2005–2006)
- Pussycat Dolls Present (2007–2008)
- WWE Friday Night SmackDown! (2006–2008; UPN: 1999–2006)

## Hasła reklamowe stacji
- Sezon 2006–2007: Free to Be
- Sezon 2007–2008: Get Into It
- Sezon 2008–2009: Good Night
- Sezony 2009–2012: TV to Talk About
- Sezony 2012–2015: TV NOW
- Od sezonu 2015-obecnie: Dare to defy